# Philips Sport Vereniging
Il Philips Sport Vereniging (lett. "Unione Sportiva Philips"), meglio noto come PSV Eindhoven, o più semplicemente come PSV, è una società polisportiva olandese con sede nella città di Eindhoven, nota principalmente per la sua sezione calcistica, che milita nella Eredivisie, la massima divisione del campionato olandese.
Fondata nel 1913, gioca le partite interne al Philips Stadion, in tenuta biancorossa.
In ambito internazionale è la terza squadra nei Paesi Bassi per numero di titoli ufficiali vinti: 2. Nella bacheca del club figurano: 1 Coppa dei Campioni/UEFA Champions League e 1 Coppa UEFA/Europa League. Nel 1988 ha centrato il cosiddetto treble (campionato, coppa nazionale, Coppa dei Campioni/Champions League), record condiviso a livello nazionale con l'Ajax.
In ambito nazionale è la seconda squadra nei Paesi Bassi per numero di titoli ufficiali vinti: 51. Nella bacheca del club figurano: 26 titoli olandesi, 11 coppe nazionali e 15 Supercoppe (record). Complessivamente il club si è aggiudicato 53 trofei ufficiali, 51 nazionali e 2 internazionali, che la rendono la seconda squadra più vincente nei Paesi Bassi dopo l'Ajax (75) e davanti al Feyenoord (39).
Insieme con Ajax e Feyenoord fa parte delle "tre grandi" del calcio olandese. Il PSV é secondo nella classifica perpetua dell'Eredivisie, alle spalle dell'Ajax.

## Storia

### Origini e primo cinquantennio (1913-1962)

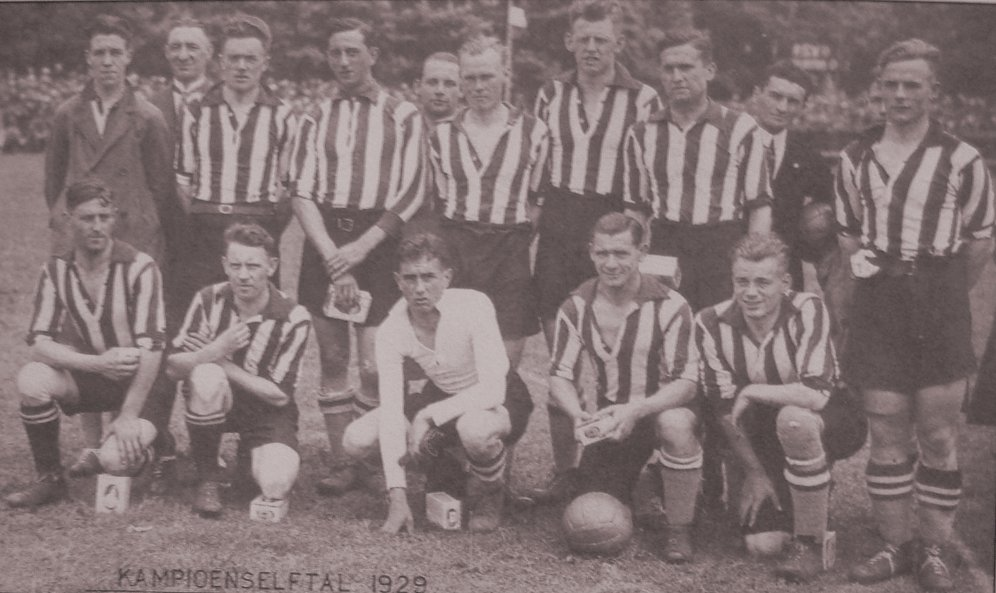
Il PSV vincitore del campionato 1928-29

Il PSV viene fondato il 31 agosto 1913, in occasione del centenario dell'indipendenza dei Paesi Bassi dalla Francia come squadra per gli impiegati della nota industria di apparecchiature tecnologiche Philips.
Negli anni venti disputa regolarmente il girone sud del campionato nazionale, vincendo il primo titolo nella stagione 1928-29. La squadra si afferma anche nel campionato 1934-35, e in quello 1950-51. Vince poi la prima coppa nazionale nel 1950, mentre nel 1955 partecipa alla neonata Coppa dei Campioni pur non essendo campione in carica; viene però eliminato nel primo turno dal Rapid Vienna. Nella stagione successiva Coen Dillen diventa capocannoniere del campionato con ben quarantatré gol.

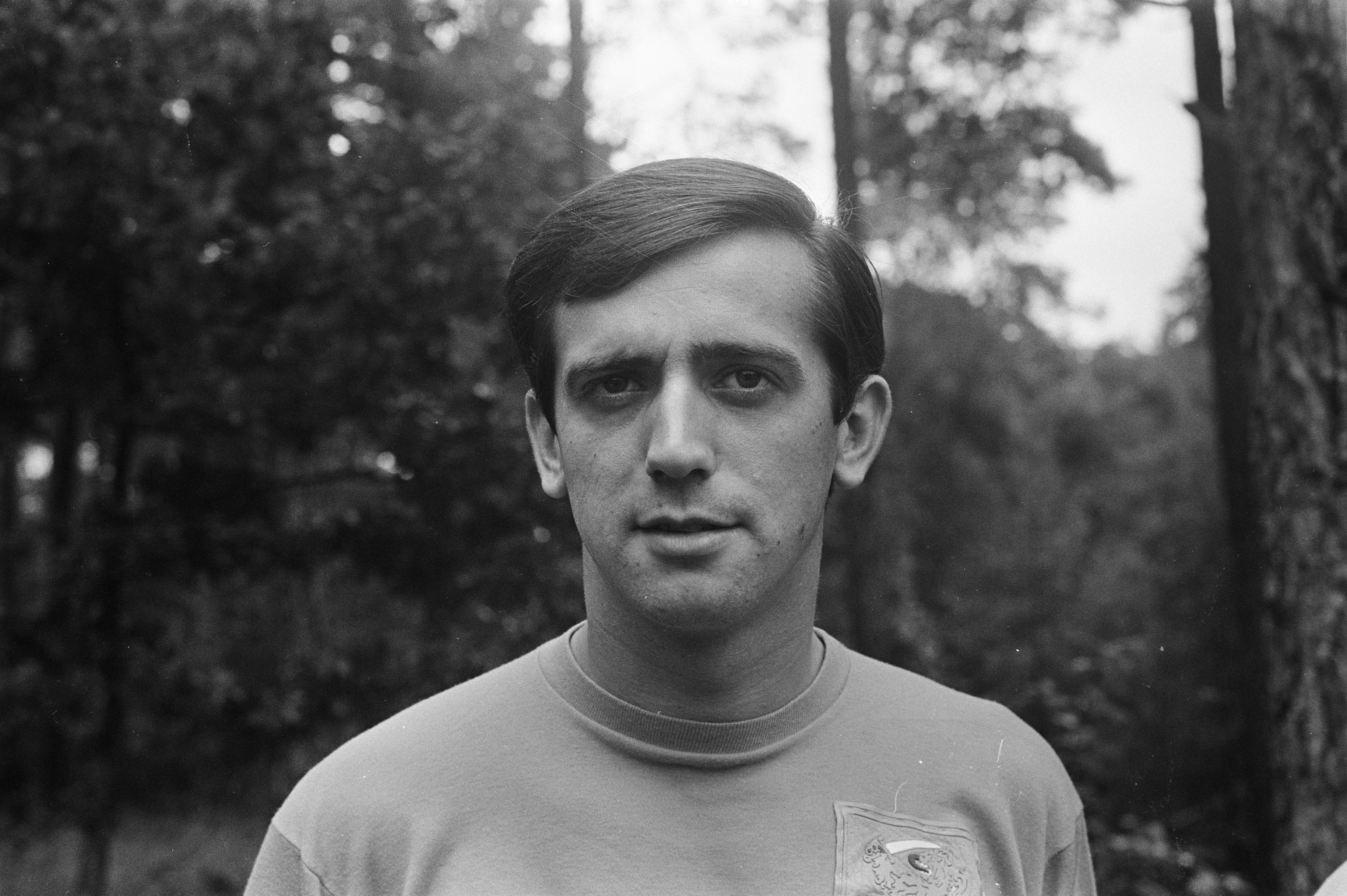
Willy van der Kuijlen nel 1968

Il PSV vince il quarto titolo nella stagione 1962-63 e partecipa alla Coppa dei Campioni 1963-64, dove viene sconfitto nei quarti di finale dagli svizzeri dello Zurigo. Quella stessa stagione viene chiusa con il secondo posto in campionato, per il resto, nel decennio la squadra rimane spesso lontano dal vertice, arrivando addirittura quattordicesimo nella stagione 1967-1968. In quel periodo fanno però il loro esordio in squadra alcuni giocatori che si riveleranno fondamentali per il club, come Harry Lubse e Willy van der Kuijlen, quest'ultimo più volte capocannoniere del campionato, nonché miglior realizzatore di tutti i tempi nella Eredivisie.
I biancorossi arrivano nel 1969 a disputare la finale della coppa nazionale, ma vengono sconfitti dal Feyenoord. Complice però la contemporanea vittoria del titolo della squadra di Rotterdam, il PSV partecipa alla Coppa delle Coppe 1969-70, dove viene eliminato dalla Roma negli ottavi di finale, ma solo grazie al lancio della moneta. La squadra partecipa anche alla successiva edizione di Coppa delle Coppe sempre senza vincere la coppa nazionale, ma in questa occasione arriva a disputare la semifinale. Qui il PSV incontra il Real Madrid, che vince 2-1 il ritorno in Spagna dopo aver concluso la partita di andata a reti inviolate.

### L'affermazione e il primo successo europeo (1963-1987)

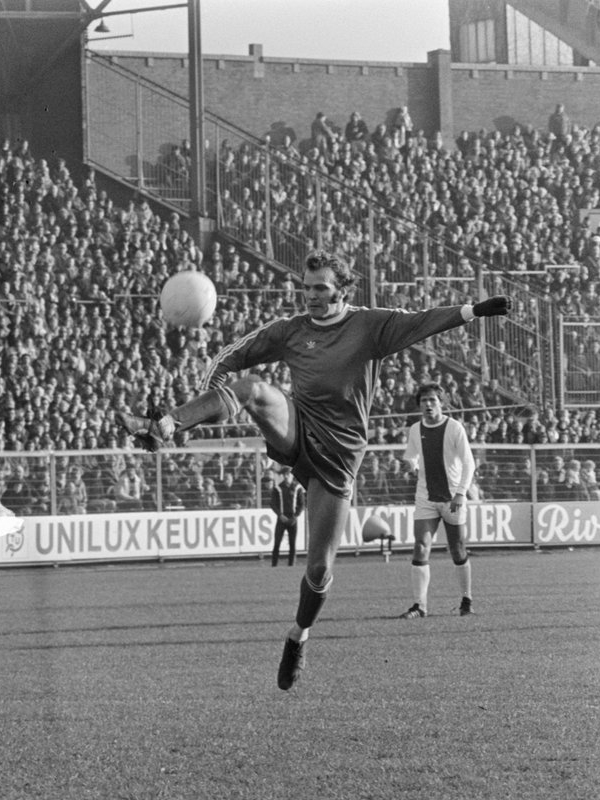
Willy van de Kerkhof nel 1977

Nella prima parte degli anni settanta entrano in squadra giocatori come Jan van Beveren, Jan Poortvliet, i gemelli René e Willy van de Kerkhof protagonisti anche con la nazionale olandese più l'allenatore Kees Rijvers, e la squadra conquista nel 1974 la seconda Coppa dei Paesi Bassi, vinta battendo in finale il NAC Breda 6-0. Nella stagione successiva arriva anche Huub Stevens, e il PSV raggiunge nuovamente la semifinale della Coppa delle Coppe, nella quale tra l'altro Willy van der Kuijlen è capocannoniere. A sbarrare la strada per la finale agli olandesi sono però i futuri campioni della Dinamo Kiev. Ad ogni modo la stagione viene chiusa con la conquista del quinto titolo, che apre la strada ad una nuova partecipazione europea, questa volta in Coppa dei Campioni. Anche in questo caso gli olandesi raggiungono una semifinale europea, che li vede opposti ai francesi del Saint-Étienne, a cui basta però vincere 1-0 la partita di andata in casa e mantenere lo 0-0 nel ritorno a Eindhoven per disputare la finale.
Uno dei punti più alti della storia del PSV è raggiunto nella stagione 1977-78: la squadra vince il settimo titolo, inoltre conquista la Coppa UEFA sconfiggendo in finale il Bastia: dopo aver pareggiato 0-0 in Francia, gli olandesi vincono 3-0 nel ritorno disputato al Philips Stadion. Motivo di ulteriore soddisfazione è il fatto che il miglior marcatore della manifestazione è un giocatore biancorosso, Gerrie Deijkers.
Negli anni a seguire alcuni dei protagonisti dei successi vengono ceduti, mentre altri come Hans van Breukelen e il futuro Pallone d'oro 1987 Ruud Gullit vengono acquistati. Tuttavia il PSV arriva fino alla metà degli anni ottanta senza più conquistare trofei, pur classificandosi sempre in posizioni di campionato che gli consentono di disputare regolarmente le competizioni europee. La squadra torna infatti a vincere il campionato nella stagione 1985-1986, e bissa il successo l'anno successivo.

### L'era Hiddink e iltreble(1987-1989)
Stoccarda, Neckarstadion, 25 maggio 1988
 PSV -  Benfica 6-5 d.c.r. (0-0 d.t.s.)
Rigori: Koeman (P) , Elzo (B) , Kieft (P) , Dito (B) , Nielsen (P) , Hajry (B) , Vanenburg (P) , Pacheco (B) , Lerby (P) , Mozer (B) , Janssen (P) , Veloso (B) 
PSV EINDHOVEN: van Breukelen, Gerets (C), Nielsen, Koeman, Heintze, van Aerle, Linskens, Vanenburg, Kieft, Lerby, Gillhaus (Janssen). Allenatore: Hiddink
BENFICA: Silvino, Veloso, Carlos Mozer, Álvaro Magalhães, Dito, Elzo, Chiquinho Carlos, Pacheco, Magnusson (Hajry), Shéu (C), Rui Águas (Wando). Allenatore: Toni
Arbitro:  Luigi Agnolin
Nel 1988 il PSV, allenato dall'esordiente Guus Hiddink e composto da giocatori di rilievo come Ronald Koeman, Eric Gerets, Søren Lerby, Gerald Vanenburg e Wim Kieft, vince la Coppa dei Campioni. Curiosamente gli olandesi si aggiudicano il trofeo senza più vincere dai quarti di finale in poi: i biancorossi estromettono infatti dalla competizione sia il Bordeaux che il Real Madrid sempre pareggiando, 1-1 in trasferta e 0-0 tra le mura amiche, avendo quindi la meglio grazie alla regola dei gol fuori casa.
Si arriva così al 25 maggio 1988, giorno in cui a Stoccarda si disputa la finale, che vede opposti agli olandesi i portoghesi del Benfica. Il risultato rimane sullo 0-0 anche dopo i tempi supplementari, così sono necessari i tiri di rigore. Anche grazie ad una decisiva parata di van Breukelen sul tiro di Veloso, ad alzare al cielo la coppa sono gli olandesi. Per completare la stagione nel migliore dei modi il PSV conquista anche il decimo titolo nazionale vincendo il campionato nel quale Kieft è capocannoniere. Con la vittoria nella stessa stagione anche della Coppa dei Paesi Bassi il PSV realizza il treble.
Nella stagione successiva si aggiunge al gruppo il brasiliano Romário, autore di 19 gol in campionato, ma l'11 dicembre 1988 la compagine olandese viene sconfitta a Tokyo nella Coppa Intercontinentale dai campioni della Coppa Libertadores, gli uruguaiani del Nacional: dopo il 2-2 dei 120 minuti regolamentari, il PSV perde per 7-6 ai rigori. Nel febbraio del 1989 il PSV viene sconfitto anche nella Supercoppa europea dal Mechelen: i belgi vincono per 3-0 tra le mura amiche, poi la vittoria per 1-0 dei biancorossi a Eindhoven non è sufficiente a ribaltare il risultato dell'andata. A fine stagione la squadra può però festeggiare l'undicesimo titolo nazionale, il quarto consecutivo.

### Anni novanta (1989-1999)
Nel 1989-90, dopo la partenza di Koeman, il PSV si piazza secondo in campionato, ma vince la Coppa dei Paesi Bassi battendo in finale il Vitesse. Nel 1990 Hiddink lascia la panchina della squadra, che viene affidata a Bobby Robson. Sotto la sua gestione il PSV, guidato dalla stella Romário, capocannoniere della Eredivisie per tre stagioni di fila dal 1988-89 al 1990-91, vince il campionato 1990-91 (per una differenza reti migliore rispetto all'Ajax) e il successivo (alla penultima giornata, dopo il match contro il Groningen), ma non fa molta strada nelle competizioni europee e nel 1992 la collaborazione con il tecnico inglese si interrompe. Nella stagione 1992-93 la formazione biancorossa, guidata dal nuovo allenatore Hans Westerhof, vince per la prima volta la Supercoppa dei Paesi Bassi, ma viene eliminata nella fase a gironi della Champions League dopo aver terminato all'ultimo posto il gruppo vinto dal Milan. Nel 1993 Romário si trasferisce al Barcellona, mentre in panchina arriva il tecnico Aad de Mos, che conduce i suoi al terzo posto in Eredivisie nel 1993-94.
La stagione 1994-95 è un po' travagliata: malgrado siano ingaggiati buoni giocatori come il belga Luc Nilis e il diciottenne brasiliano Ronaldo (30 gol nella stagione dell'esordio in Europa), che vanno a formare un valido tandem offensivo, la squadra cambia allenatore in corsa, con Dick Advocaat che si insedia a stagione iniziata, e finisce terza in campionato. Nel 1995-96, l'ultima di un sovente infortunato Ronaldo (pur autore di 12 gol) con la maglia del PSV prima del suo passaggio al Barcellona, la squadra si piazza seconda e vince la coppa nazionale sconfiggendo per 5-2 lo Sparta Rotterdam in finale. Bisogna attendere l'annata seguente per tornare a vincere il titolo, con l'arrivo del presidente Harry van Raaij e di giocatori come Phillip Cocu, Wim Jonk e Jaap Stam e Boudewijn Zenden, con Nilis capocannoniere del torneo (21 gol). Nel campionato 1997-98 la squadra si piazza seconda alle spalle dell'Ajax e perde sempre contro l'Ajax la finale della coppa nazionale, mentre in Champions League il secondo posto nella fase a gironi davanti a Newcastle e Barcellona non è sufficiente per qualificarsi alla fase ad eliminazione diretta.
L'estate del 1998 è segnata dalle partenze di elementi di spicco quali Cocu, Stam, Zenden, Jonk e del tecnico Advocaat, rimpiazzato dal rientrante Bobby Robson in attesa della nomina di Eric Gerets, non ancora in possesso del patentino per allenare. Sul fronte degli arrivi è ingaggiato il promettente attaccante Ruud van Nistelrooij, che segna 31 gol in 34 partite di campionato, in un'ottima coppia d'attacco con Nilis. All'ultima giornata il PSV batte per 3-2 l'Utrecht grazie ad un gol all'ultimo minuto di Arnold Bruggink, ottenendo il terzo posto, utile per qualificarsi alla Champions League.

### Egemonia nazionale (2000-2008)

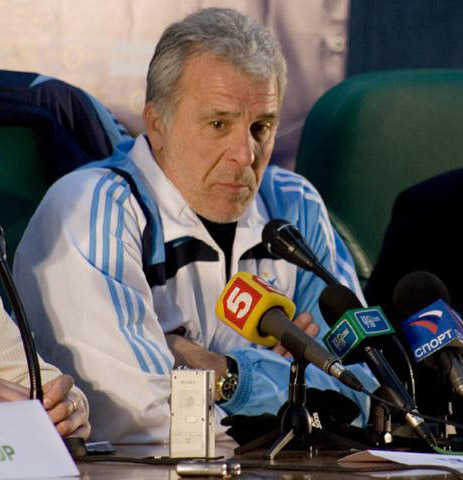
Eric Gerets nel 2008

Nel 1999 la società affida la panchina a Eric Gerets. A van Nistelrooy si affiancano Mark van Bommel, Johann Vogel e Wilfred Bouma, che compongono una squadra competitiva, capace di vincere il quindicesimo campionato nel 2000. Il PSV si aggiudica nuovamente il titolo l'anno successivo, anche grazie ai gol di Mateja Kežman alla sua prima stagione nel club. Anche in questa occasione gli olandesi non riescono a superare la fase a gruppi della Champions League, ma il terzo posto nel girone nell'edizione 2000-01 consente loro di proseguire il cammino in Coppa UEFA. Qui il PSV elimina il Parma negli ottavi di finale, ma viene eliminato nei quarti dal Kaiserslautern. Nella stagione successiva si assiste ad un altro terzo posto, davanti alla Lazio, nella prima fase della Champions League. Nella successiva partecipazione alla Coppa UEFA il PSV viene eliminato ai calci di rigore nei quarti dai connazionali e futuri vincitori del Feyenoord.
Nel 2002 la squadra viene affidata nuovamente a Hiddink, che è reduce dal quarto posto nei mondiali nippo-coreani con la Corea del Sud. Di quella squadra faceva parte Park Ji-sung, che viene ingaggiato insieme ad Arjen Robben, e la squadra conquista il diciassettesimo titolo nazionale. Nella stagione successiva arriva un altro coreano, Lee Young-Pyo e la squadra si piazza seconda in Eredivisie a sei punti dalla capolista Ajax, mentre si classifica nuovamente terza nel gruppo della Champions League, e torna a disputare la Coppa UEFA. Qui, dopo aver eliminato il Perugia nei sedicesimi, viene eliminato nei quarti dal Newcastle.
Il PSV offre una buona prova nella Champions League 2004-05: supera i gironi e passa alla fase a eliminazione diretta insieme all'Arsenal e qui elimina prima il Monaco, poi il Lione ai rigori. Approda dunque alle semifinali, dove incontra il Milan, da cui viene sconfitto per 2-0 a Milano, per poi vincere per 3-1 in casa. In finale vanno però i rossoneri grazie alla regola dei gol fuori casa. La squadra ottiene il double domestico vincendo campionato e coppa nazionale, ma al termine della stagione molti giocatori sono ceduti. Con nuovi innesti come Mika Väyrynen, Osmar Ferreyra e il centrocampista nazionale belga del Club Bruges Timmy Simons il PSV riesce nuovamente a superare la fase a gironi della Champions League, qualificandosi grazie al secondo posto nel gruppo alle spalle del Milan, ma viene eliminato negli ottavi dal Lione, vincitore in entrambe le partite. La squadra chiude però la stagione aggiudicandosi con largo anticipo il diciannovesimo titolo.

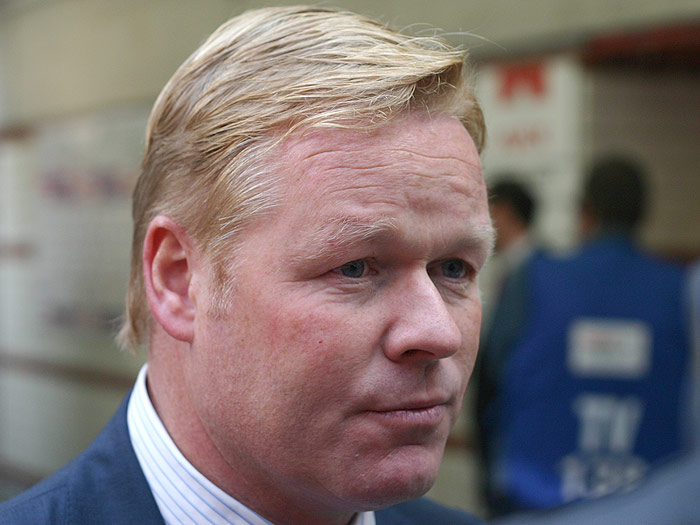
Ronald Koeman

Nell'estate 2006 viene ingaggiato il tecnico Ronald Koeman, e si uniscono al gruppo due calciatori che avevano ben figurato nei recenti mondiali tedeschi con le loro nazionali: Édison Méndez nell'Ecuador e Carlos Salcido nel Messico. Il PSV supera la fase ad eliminazione della Champions League, in seguito ha la meglio sui vice-campioni uscenti dell'Arsenal negli ottavi di finale, ma si arrende nei quarti al Liverpool, che aveva già incontrato nella prima fase, e che arriverà in finale. A fine stagione il club può comunque festeggiare il ventesimo titolo nazionale, ma successivamente Phillip Cocu, Arouna Koné e Alex vengono ceduti. Koeman trova in Mike Zonneveld, Kenneth Perez e Danko Lazović adeguati sostituti, a cui si
aggiungono Danny Koevermans dall'AZ Alkmaar, più Ismaïl Aissati e Otman Bakkal di rientro dal prestito al Twente.
Il 31 ottobre 2007 Koeman si trasferisce al Valencia e la squadra viene temporaneamente affidata all'assistente di Koeman, Jan Wouters, fino alla nomina di Sef Vergoossen. Intanto la squadra arriva terza nel girone di Champions League vinto dall'Inter. Il 31 dicembre 2007 Kenneth Perez fa ritorno all'Ajax dopo soli sei mesi e il 26 febbraio John de Jong si ritira dall'attività agonistica all'età di soli 30 anni, per via dei postumi di un infortunio subito nel 2005. In seguito il PSV elimina il Tottenham Hotspur, battendolo 1-0 sia in casa che in trasferta agli ottavi di finale della Coppa UEFA, ma viene poi estromesso dalla competizione per mano della Fiorentina ai quarti di finale, pareggiando per 1-1 allo Stadio Artemio Franchi e perdendo per 2-0 in casa. Terminando il campionato con tre punti di vantaggio sull'Ajax, la squadra si aggiudica il ventunesimo titolo.

### Dal 2008 in poi

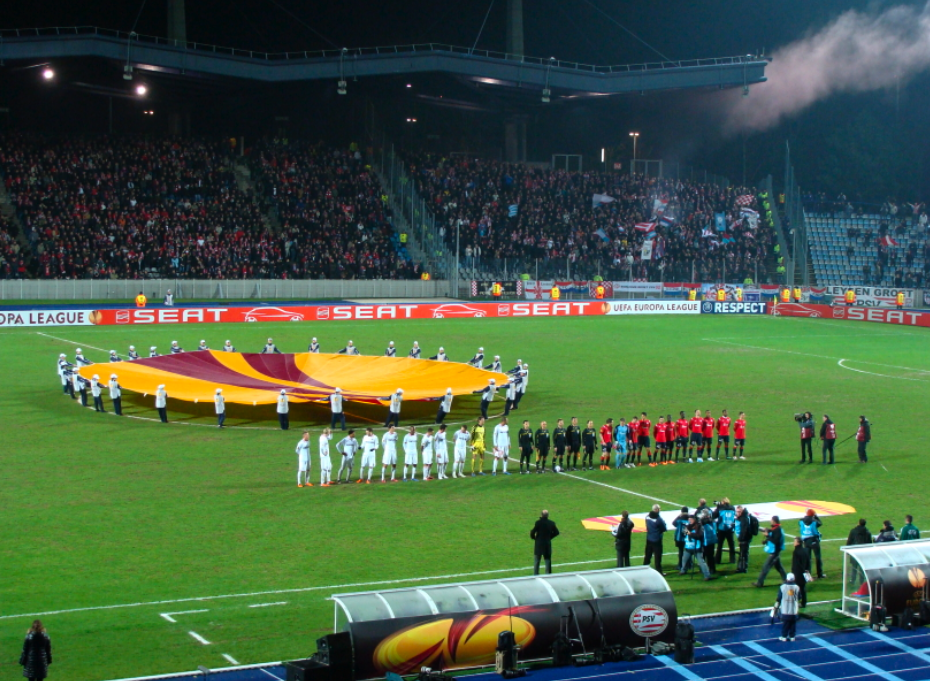
Partita di Europa League tra Lilla e PSV nel 2010.

Nel 2008 viene ingaggiato il nuovo allenatore Huub Stevens, ma la squadra si classifica ultima nel girone di Champions League, e in campionato accumula un consistente svantaggio dalla vetta della classifica. Così Stevens si dimette a gennaio, e lascia il posto a Dwight Lodeweges, tecnico delle giovanili, che conduce il PSV al quarto posto in campionato.
Nella stagione successiva, con il nuovo allenatore Fred Rutten, la squadra vince il girone di Europa League, ma viene eliminata nei sedicesimi dall'Amburgo, mentre termina il campionato in terza posizione. Partecipa così all'Europa League 2010-11, vincendo il girone. Il cammino della squadra termina però nei quarti, dove gli olandesi vengono sconfitti dal Benfica. Nella stessa stagione il PSV rifila una delle sconfitte più pesanti nella sua storia al Feyenoord (10-0), con la tripletta di Jonathan Reis, le doppiette di Jeremain Lens e Balázs Dzsudzsák, e i gol di Ola Toivonen, Bruno Martins Indi ed Orlando Engelaar.
Rutten si dimette a marzo 2012, e la panchina della squadra viene affidata fino al termine della stagione all'ex giocatore Phillip Cocu. Poco dopo il PSV vince per la nona volta la Coppa dei Paesi Bassi: l'8 aprile 2012 infatti, il PSV sconfigge nella finale giocata allo Stadion Feijenoord di Rotterdam l'Heracles Almelo per 3-0, con gol di Toivonen, Mertens e Lens. In campionato, invece, la squadra finisce terza, mancando nuovamente la qualificazione alla Champions League.
La stagione 2012-2013 segna il ritorno in panchina di Dick Advocaat; il 5 agosto 2012 la squadra si impone per 4-2 sull'Ajax, vincendo per la nona volta la Supercoppa dei Paesi Bassi. Successivamente il PSV accede al tabellone principale dell'Europa League, dopo aver superato facilmente lo Zeta nei play-off. La squadra non va al di là della fase a gruppi, causa il terzo posto finale nel suo girone. Alla fine della stagione arriva il secondo posto in classifica, alle spalle dell'Ajax, che permette al PSV di ritornare in Champions League dopo cinque anni; raggiunge inoltre la finale di coppa nazionale, dove viene però sconfitto dall'AZ Alkmaar. Alla fine della stagione Advocaat viene sostituito da Phillip Cocu.
L'annata 2013-2014 si apre con l'eliminazione ai preliminari di UEFA Champions League per mano del Milan. Il PSV chiude il campionato con un deludente quarto posto.
Nella stagione 2014-2015 la squadra di Cocu torna a vincere l'Eredivisie (22º titolo nella storia del club) a sette anni di distanza dall'ultima volta, interrompendo così il dominio dell'Ajax che durava da un quadriennio. Il successo è confermato nel 2015-2016 grazie al clamoroso pari (1-1) dell'Ajax, che conduceva la classifica per una migliore differenza reti, contro il già retrocesso De Graafschap all'ultima giornata e alla contemporanea vittoria ottenuta dal PSV sul campo dello Zwolle (3-1). Nella Champions League 2015-2016 il PSV diviene il primo club olandese a raggiungere la fase a eliminazione diretta dopo nove anni. È eliminato dall'Atlético Madrid (8-7 ai rigori dopo un doppio 0-0 tra andata e ritorno).
Meno soddisfacente è la stagione seguente, conclusa al terzo posto in campionato e con una brutta eliminazione nella fase a gironi della Champions League, con l'ultimo posto nel girone e soli 2 punti ottenuti (entrambi nelle sfide contro i russi del Rostov). Nel 2017-2018 il PSV esce, a sorpresa, ai preliminari di Europa League per mano dei croati dell'Osijek (con un doppio 1-0 tra andata e ritorno), mentre vince ancora il campionato con 83 punti (4 in più dell'Ajax).
A Cocu subentra nell'estate del 2018 un altro ex giocatore del PSV, Mark van Bommel. Superati i preliminari di UEFA Champions League, il PSV è eliminato in un complicato girone dove si piazza ultimo con soli 2 punti conquistati. Nel campionato 2018-2019 il club di Eindhoven realizza una serie di 13 vittorie consecutive (precisamente dalla 1ª giornata dell'11 agosto alla 13ª del 24 novembre), interrotta alla 14ª giornata da una sconfitta per 2-1 subita sul campo del Feyenoord; chiuderà il torneo al secondo posto, mentre in Coppa dei Paesi Bassi esce già al secondo turno contro l'RKC Waalwijk.
La stagione successiva inizia con una sconfitta per 2-0 contro Ajax nella Supercoppa olandese. Eliminato al secondo turno preliminare di Champions, il PSV si piazza terzo nel girone di Europa League. A dicembre, con la squadra scivolata al quarto posto in campionato, van Bommel viene esonerato con il PSV a 10 punti dalla vetta e con solo 2 partite vinte delle ultime 12 in tutte le competizioni.
Il campionato 2020-2021 vede il PSV di Roger Schmidt terminare al secondo posto dietro ai dominatori dell'Ajax, ma migliorare, anche se di poco, il cammino europeo, visto il supermento del girone di Europa League da primo classificato, sopra gli spagnoli del Granada; l'eliminazione giungerà contro l'Olympiacos ai sedicesimi. Nella stagione seguente il tecnico tedesco guida i suoi alla vittoria della Supercoppa olandese, ottenuta battendo per 4-0 l'Ajax, e della Coppa dei Paesi Bassi, messa in bacheca battendo ancora l'Ajax, per 2-1 in finale.
La stagione seguente si ripete con le vittorie in Supercoppa e Coppa d'Olanda sotto la guida di Ruud van Nistelrooy il quale nel maggio del 2023, quando manca una partita al termine del campionato, lascia l'incarico a seguito di alcune frizioni con i membri della squadra (sia staff che calciatori) venendo sostituito momentaneamente da Fred Rutten che termina la stagione al secondo posto. Il 12 giugno viene annunciato Peter Bosz come nuovo allenatore dei biancorossi, che condurrà la squadra alla vittoria di due campionati consecutivi e di una Supercoppa dei Paesi Bassi.

## Stadio

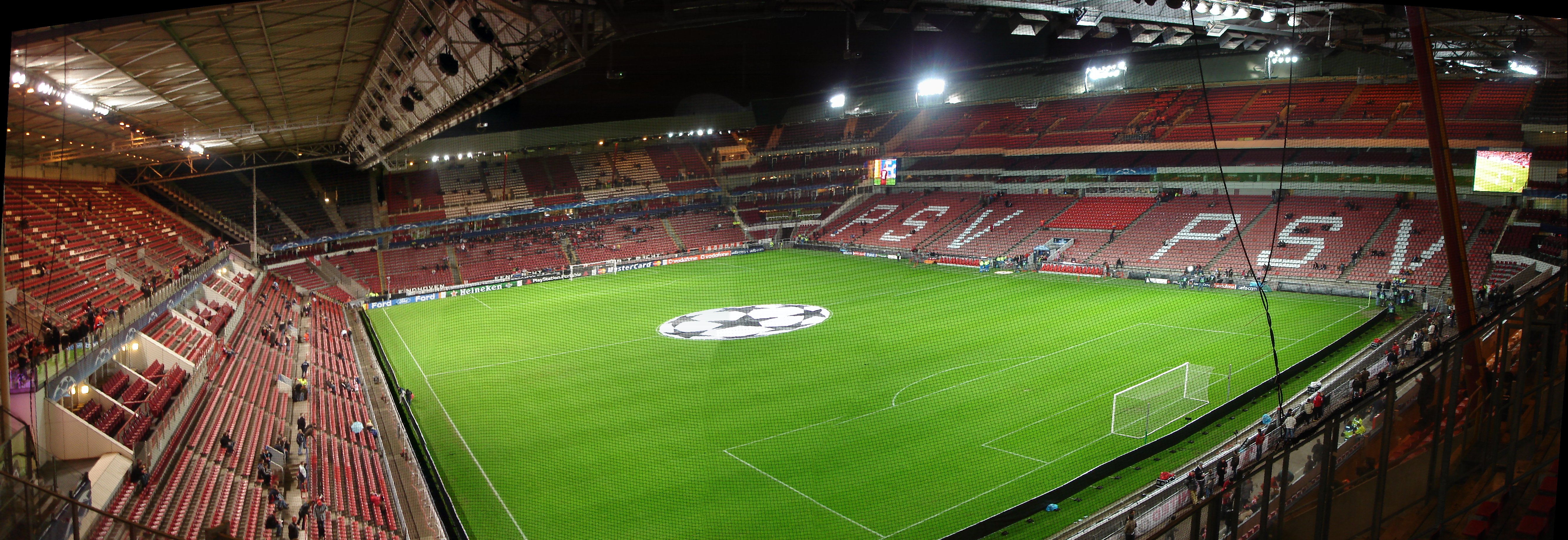
Il Philips Stadion di Eindhoven

Lo stadio dove il PSV gioca le partite casalinghe è il Philips Stadion di Eindhoven. Ha una capienza di 35.000 posti a sedere ed è stato sede di molte finali di coppe europee, oltre che di alcuni incontri del campionato d'Europa 2000, organizzato da Belgio e Paesi Bassi.
Fu costruito nello stesso periodo in cui fu fondato il club, benché la sua attuale capienza sia stata raggiunta soltanto attraverso vari programmi di modernizzazione attuati per tutta la durata della storia della squadra. La più alta affluenza stagionale di pubblico si verificò nella stagione 2004-2005, con una media di 31.700 spettatori.

## Società

### Sponsor
| Abbigliamento tecnico - Le Coq Sportif (1970-1974) - Adidas (1974-1995) - Nike (1995-2015) - Umbro (2015-2020) - Puma (2020-) | Sponsor ufficiale - Philips (1982-2016) - energiedirect.nl (2016-2019) - Metropoolregio Brainport Eindhoven (2019-) |

| Sponsor posteriore - Freo (2011-2015) - PSV Energie (2017-2018) - GoodHabitz (2018-2019) - energiedirect.nl (2019-) | Sponsor manica - Philips (2016-) |

## Allenatori
L'allenatore più famoso del PSV è Guus Hiddink, che ha intervallato la conduzione tecnica del PSV con quella della nazionale olandese, guidata al quarto posto a Francia 1998, e della nazionale sudcoreana, condotta ad un sorprendente quarto posto a Giappone-Corea del Sud 2002. Nel 2005 Hiddink ha accettato la doppia veste di allenatore del PSV e della nazionale australiana, con cui è riuscito a qualificarsi a Germania 2006. Con il PSV Hiddink ha ottenuto grandi successi, su cui spicca la vittoria della Coppa dei Campioni nel 1987-1988.
Di seguito è riportata la lista degli allenatori che si sono succeduti alla guida del PSV dalla sua fondazione.
- 1914-1916  Kees Meijnders
- 1920-1921  Wout Buitenweg
- 1921-1922  Jan Vos
- 1922-1926  John Leavy
- 1926-1927  Ben Hoogstede
- 1927-1928  Ignaz Klein
- 1928-1929  Joop Klein Wentink
- 1929  Jack Hall
- 1935-1938  Sam Wadsworth
- 1938-1942  Jan van den Broek
- 1942-1945  Coen Delsen
- 1945-1951  Sam Wadsworth
- 1951-1952  Harry Topping
- 1952-1956  Huub de Leeuw
- 1956-1957  Ljubiša Broćić
- 1957-1959  George Hardwick
- 1959-1960  Cees van Dijcke,  Ljubiša Broćić
- 1960-1962  Franz Binder
- 1962-1967  Bram Appel
- 1967-1968  Milan Nikolić (1 lug.-31 dic.)
 Wim Blokland (1 gen.-30 giu.)
- 1968-1972  Kurt Linder
- 1972-1979  Kees Rijvers
- 1979-1980  Kees Rijvers (1 lug.-24 gen.)
 Jan Reker (25 gen.-30 giu.)
- 1980-1983  Thijs Libregts
- 1983-1986  Jan Reker
- 1986-1987  Hans Kraay (1 lug.-15 mar.)
 Guus Hiddink (16 mar.-30 giu.)
- 1988-1990  Guus Hiddink
- 1990-1992  Bobby Robson
- 1992-1993  Hans Westerhof
- 1993-1994  Aad de Mos
- 1994-1995  Aad de Mos (1 lug.-28 ott.)
 Kees Rijvers (29 ott.-14 dic.)
 Dick Advocaat (16 dic.-30 giu.)
- 1995-1998  Dick Advocaat
- 1998-1999  Bobby Robson
- 1999-2002  Eric Gerets
- 2002-2006  Guus Hiddink
- 2006-2007  Ronald Koeman
- 2007-2008  Ronald Koeman (1 lug.-31 ott.)
 Jan Wouters (1 nov.-1 gen.)
 Sef Vergoossen (2 gen.-30 giu.)
- 2008-2009  Huub Stevens (1 lug.-28 gen.)
 Dwight Lodeweges (29 gen.-30 giu.)
- 2009-2011  Fred Rutten
- 2011-2012  Fred Rutten (1 lug.-12 mar.)
 Phillip Cocu,  Ernest Faber (13 mar.-30 giu.)
- 2012-2013  Dick Advocaat
- 2013-2018  Philip Cocu
- 2018-2019  Mark van Bommel
- 2019-2020  Ernest Faber
- 2020-2022  Roger Schmidt
- 2022-2023  Ruud Van Nistelrooy (1 lug.-24 mag.)
 Fred Rutten (24 mag.-30 giu. - ad interim)
- 2023-  Peter Bosz

## Palmarès

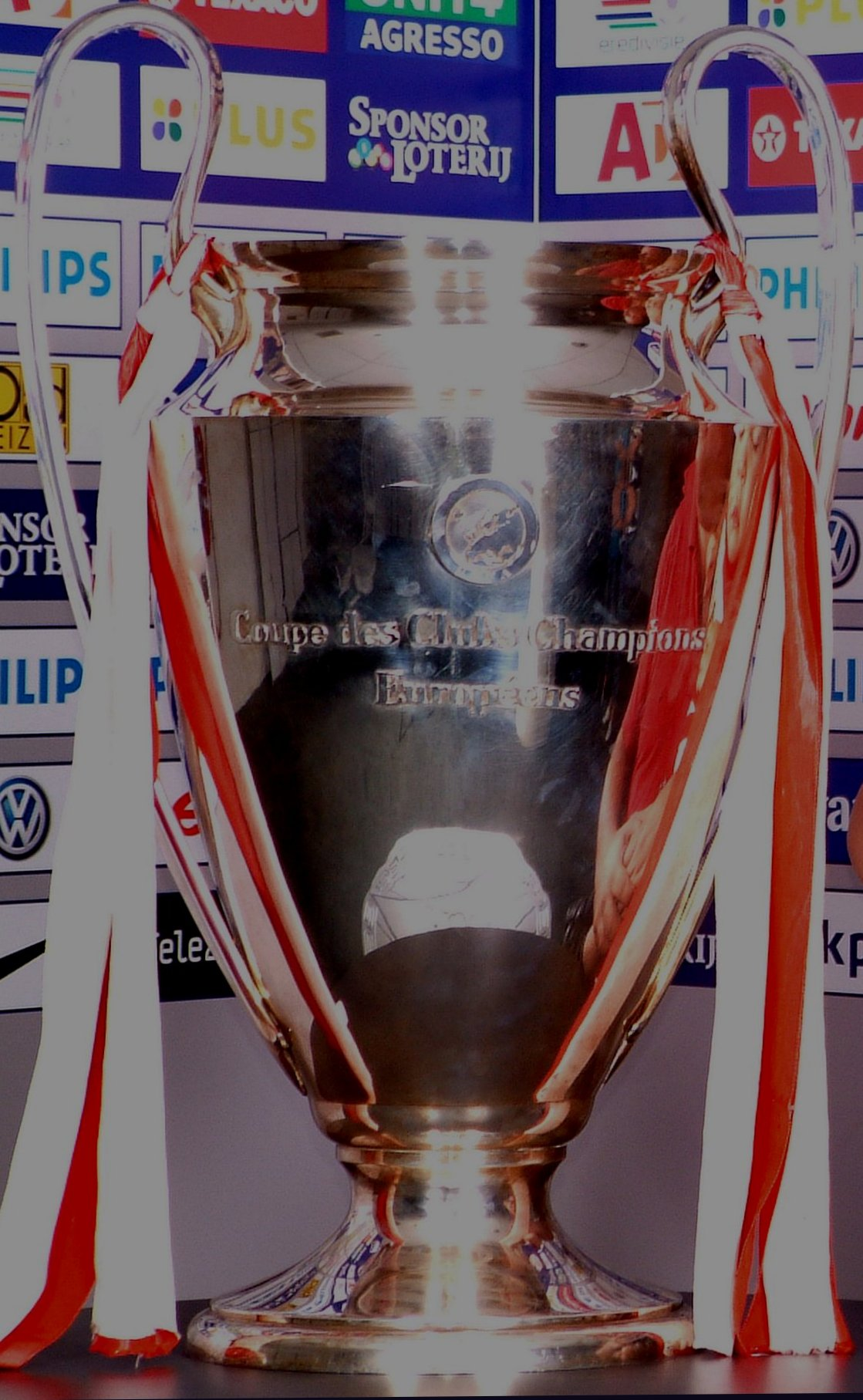
La Coppa dei Campioni vinta dal PSV nel 1988

### Competizioni nazionali
- Campionato olandese: 26

1928-1929, 1934-1935, 1950-1951, 1962-1963, 1974-1975, 1975-1976, 1977-1978, 1985-1986, 1986-1987, 1987-1988, 1988-1989, 1990-1991, 1991-1992, 1996-1997, 1999-2000, 2000-2001, 2002-2003, 2004-2005, 2005-2006, 2006-2007, 2007-2008, 2014-2015, 2015-2016, 2017-2018, 2023-2024, 2024-2025
- Coppa dei Paesi Bassi: 11

1949-1950, 1973-1974, 1975-1976, 1987-1988, 1988-1989, 1989-1990, 1995-1996, 2004-2005, 2011-2012, 2021-2022, 2022-2023
- Supercoppa dei Paesi Bassi: 15  (record)

1992, 1996, 1997, 1998, 2000, 2001, 2003, 2008, 2012, 2015, 2016, 2021, 2022, 2023, 2025

### Competizioni internazionali
- Coppa dei Campioni: 1

1987-1988
- Coppa UEFA: 1

1977-1978

## Giocatori
Campioni d'Europa
- Hans van Breukelen (Germania Ovest 1988)
- Ronald Koeman (Germania Ovest 1988)
- Berry van Aerle (Germania Ovest 1988)
- Gerald Vanenburg (Germania Ovest 1988)
- Wim Kieft (Germania Ovest 1988)

## Statistiche e record

### Partecipazione ai campionati e ai tornei internazionali

#### Campionati nazionali
Alla stagione 2024-25 il club ha ottenuto le seguenti partecipazioni ai campionati nazionali:
| Livello | Categoria     | Partecipazioni | Debutto   | Ultima stagione | Totale |
| ------- | ------------- | -------------- | --------- | --------------- | ------ |
| 1º      | Eerste klasse | 32             | 1921-1922 | 1954-1955       | 102    |
| 1º      | Hoofdklasse   | 1              | 1955-1956 | 1955-1956       | 102    |
| 1º      | Eredivisie    | 69             | 1956-1957 | 2024-2025       | 102    |
| 2º      | Tweede klasse | 5              | 1915-1916 | 1925-1926       | 5      |
| 3º      | Derde klasse  | 2              | 1916-1917 | 1917-1918       | 2      |

#### Tornei internazionali
Alla stagione 2024-2025 il club ha ottenuto le seguenti partecipazioni ai tornei internazionali:
| Categoria                                | Partecipazioni | Debutto   | Ultima stagione |
| ---------------------------------------- | -------------- | --------- | --------------- |
| Coppa dei Campioni/UEFA Champions League | 29             | 1955-1956 | 2024-2025       |
| Coppa delle Coppe                        | 5              | 1969-1970 | 1996-1997       |
| Coppa UEFA/UEFA Europa League            | 26             | 1971-1972 | 2022-2023       |
| Coppa Intercontinentale                  | 1              | 1988      | 1988            |
| Supercoppa UEFA                          | 1              | 1988      | 1988            |

### Statistiche individuali
il giocatore con più presenze nelle competizioni europee è Wilfred Bouma a quota 78, mentre il miglior marcatore è Willy van der Kuijlen con 25 gol.

### Statistiche di squadra
A livello internazionale la miglior vittoria è il 10-0 ottenuto contro l'Ards nel primo turno della Coppa delle Coppe 1974-1975, mentre la peggior sconfitta è rappresentata dal 6-0 subito dal Saint-Étienne nei sedicesimi della Coppa UEFA 1979-1980.

## Rivalità
La rivalità più sentita è quella con i concittadini del FC Eindhoven, nota come Lichtstad Derby ("Derby della città delle luci"). Segue a ruota quella con il NAC Breda (Grote Brabantse Derby) e con le altre due "big" del calcio olandese: Ajax (De Topper) e Feyenoord (De Kraker).

## Organico

### Rosa 2025-2026
Rosa, numerazione e ruoli, tratti dal sito ufficiale, sono aggiornati al 12 agosto 2025.
| N. |                                 | Ruolo | Calciatore          |
| -- | ------------------------------- | ----- | ------------------- |
| 1  | Paesi Bassi (bandiera)          | P     | Nick Olij           |
| 3  | Spagna (bandiera)               | D     | Yarek Gasiorowski   |
| 4  | Paesi Bassi (bandiera)          | D     | Armando Obispo      |
| 5  | Croazia (bandiera)              | C     | Ivan Perišić        |
| 6  | Paesi Bassi (bandiera)          | D     | Ryan Flamingo       |
| 7  | Paesi Bassi (bandiera)          | A     | Ruben van Bommel    |
| 8  | Stati Uniti (bandiera)          | D     | Sergiño Dest        |
| 9  | Stati Uniti (bandiera)          | A     | Ricardo Pepi        |
| 11 | Marocco (bandiera)              | C     | Couhaib Driouech    |
| 14 | Francia (bandiera)              | A     | Alassane Pléa       |
| 17 | Brasile (bandiera)              | C     | Mauro Júnior        |
| 19 | Bosnia ed Erzegovina (bandiera) | C     | Esmir Bajraktarević |
| 20 | Paesi Bassi (bandiera)          | C     | Guus Til            |

| N. |                         | Ruolo | Calciatore                |
| -- | ----------------------- | ----- | ------------------------- |
| 22 | Paesi Bassi (bandiera)  | C     | Jerdy Schouten (capitano) |
| 23 | Paesi Bassi (bandiera)  | C     | Joey Veerman              |
| 24 | Paesi Bassi (bandiera)  | P     | Niek Schiks               |
| 25 | Francia (bandiera)      | D     | Kiliann Sildillia         |
| 26 | Belgio (bandiera)       | C     | Isaac Babadi              |
| 27 | Romania (bandiera)      | A     | Dennis Man                |
| 28 | Paesi Bassi (bandiera)  | C     | Tygo Land                 |
| 32 | Slovacchia (bandiera)   | P     | Matěj Kovář               |
| 33 | Paesi Bassi (bandiera)  | D     | Eus Waayers               |
| 34 | Marocco (bandiera)      | C     | Ismael Saibari            |
| 35 | Paesi Bassi (bandiera)  | C     | Joel Van der Berg         |
| 39 | Burkina Faso (bandiera) | D     | Adamo Nagalo              |

### Staff tecnico
- Allenatore:  Peter Bosz
- Vice allenatore:  André Ooijer
- Vice allenatore:  Tim Wolf
- Vice allenatore:  Javier Rabanal
- Preparatore dei portieri:  Abe Knoop
- Preparatore atletico:  Yannick van der Schee
- Preparatore atletico:  Jermaine McCubbine
- Video analist:  Pier Tensen
- Video analist:  John Feskens